# トロントの観光地

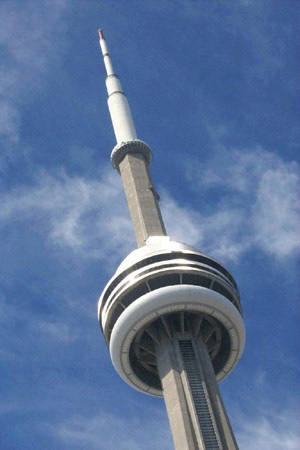
CNタワー

トロントの観光地で最も有名なランドマークはCNタワーであり、地上建築物としてはかつて世界最高であった553 m（1,815 ft）の高さを持つ。鉄筋コンクリートの建築物で展望台があり、電波塔を兼ねている。タワーは世界最初の開閉式ドーム、ロジャースセンター（旧称スカイドーム）のすぐ西側に位置し、この球場はトロント・ブルージェイズやトロント・アルゴノーツの本拠地になっている。近くにはエアカナダ・センターがあり、トロント・メープルリーフスやトロント・ラプターズ、トロント・ロックが本拠としている。このエアカナダ・センターは数々の伝説を生んできたメープルリーフ・ガーデンズに代わる新しい会場として建設されたものである。
トロント市庁舎は市内でも特徴のあるランドマークのひとつで、東側に建つ旧市庁舎に代わる新しい建物として建設された。今もなおその斬新なデザインは人々を惹きつけており、映画の撮影にも時折使われている。市庁舎前には市民広場であるネイサン・フィリップス広場があり、ハウス・コンサートや芸術展示、ファーマーズ・マーケットなどのイベントもときどき行われる。広場には水場があり、冬には人気のスケートリンクへと変わる。近くには大型のショッピングモールであるトロント・イートン・センターがあり、モールの北口と南口にそれぞれ地下鉄の駅がある。ダンダス広場が通りを挟んでイートンセンターの東側にあり、市内で最も新しく注目が集まる市民広場として知られる。市内北部にはイートンセンターと並ぶ大型のショッピングモール、ヨークデール・ショッピング・センターがあり、同じく地下鉄でアクセスができる。オンタリオ州議事堂の周りには歴史あるクイーンズ公園がある。
トロント・アイランズは北米の都市部では最も大きな自動車乗り入れ禁止区域になっている。島々へはフェリーでアクセスができ、市民公園やセンタービル児童遊園地などがある。このほか、島内にはトロント・アイランド空港がある。市内には緑の多い大きな都市公園がいくつかあり、最もよく知られているのが市内西部にあるハイパークである。この公園には日本の桜が多く植樹されており、桜の名所のひとつになっている。
他の有名な観光地には、セントローレンス・マーケットやホッケーの殿堂、パノラマ・ラウンジ（マニュライフ・センターの51階）、ロイヤルオンタリオ博物館、アートギャラリー・オブ・オンタリオ、オンタリオ・サイエンス・センター、レスリーストリートの砂嘴、トロント動物園、そして、それぞれチャーチ通りにあるロマン・カトリックのセントマイケル教会と英国国教会のセントジェームズ教会の2つの歴史ある教会がよく知られる。ディスティラリー地区には19世紀から残るトロント初期の建築作品を数多く見ることができる。カサロマはトロント・ダウンタウンを見下ろす小高い丘に建つ城で、人気のある観光地のひとつ。マーカムのユニオンビルもまた歴史的な街並みが見られる通りとして人気の場所のひとつとなっている。

## 主な観光地

### 博物館・美術館
- アートギャラリー・オブ・オンタリオ
- オンタリオ・サイエンス・センター
- バータ靴博物館
- フォーシーズンズセンター - 舞台芸術センター
- ホッケーの殿堂
- ロイヤルオンタリオ博物館

### 公園
- アラン・ガーデンズ
- クイーンズ公園
- ハイパーク - トロント西部の大きな公園。
- リュージュ公園

### ネイバーフッド（コミュニティ）
- キャベッジタウン
- クイーン通り（クイーン・ストリート・ウエスト）
- グリークタウン（ザ・ダンフォース）
- コリアタウン - ダウンタウンとノースヨークを含む。
- チャイナタウン - オールド・チャイナタウン（ダンダス・スパダイナ）、イースト・チャイナタウン、ジェラード・ブロードビュー、スカボロ・アジンコートを含む。
- チャーチ通り（チャーチ・ウェルズリー） - ゲイ・タウン

### ショッピングセンター
- セントローレンス・マーケット
- トロント・イートン・センター
- ヨークヴィル - ブロア通り×ヤング通りの近くにある高級ショッピングエリア

### 娯楽施設
- エアカナダ・センター - トロント・メープルリーフス、トロント・ラプターズ、トロント・ロックの本拠地
- エキシビション・プレイス
- オンタリオ・プレイス
- カナダ・ワンダーランド
- トロントアイランズ
- トロント動物園
- ハーバーフロントセンター
- ロジャースセンター - トロント・ブルージェイズ、トロント・アルゴノーツの本拠地
- BCEプレイス
- BMOフィールド - サッカースタジアム。トロントFCの本拠地。
- CNタワー - かつて世界で最も高かった地上建築物で、一番上の高い展望台は高さ447m。

### その他
- カリバナ - ストリート・フェスティバルとしては北米最大規模のひとつ。
- カサロマ（英語版） - 1911年から数年をかけて築き上げられた古城スタイルの邸宅[1]。
- ディスティラリー地区
- ブラッククリーク開拓村
- モンゴメリー・イン - 1830年建立の歴史ある宿屋。
- トロント大学
- ほか